# Capel Celyn

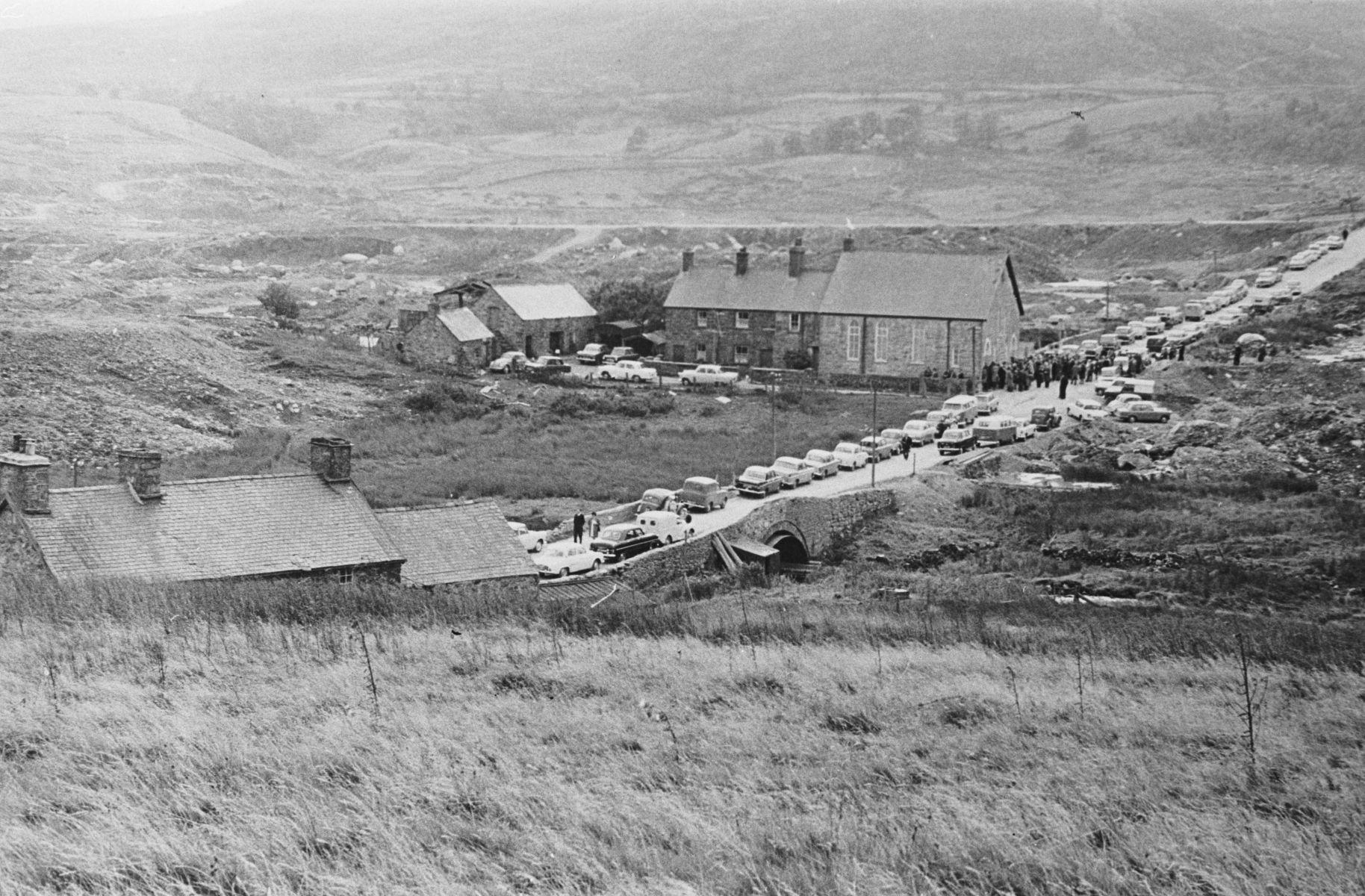
Capel Celyn 1963

Capel Celyn war ein kleines Dorf am Afon Tryweryn in Nordwales. Es musste in den 1960er Jahren für die Anlage des Stausees Llyn Celyn zwangsgeräumt werden. Einige Ruinen sind gelegentlich zu sehen, wenn der See leer fällt.
Die Maßnahme, die dazu diente, die Trinkwasserversorgung von Liverpool sicherzustellen, verstärkte den Walisischen Nationalismus. An den Ort und seine Bewohner erinnert das Capel Celyn memorial.